# Biblia Maciejowskiego
Biblia Maciejowskiego, Biblia Krzyżowców, Biblia Ludwika IX, Biblia Morgana – bogato iluminowany pergaminowy kodeks, powstały na zamówienie króla Francji Ludwika IX w latach 1240–1250.

## Historia
Istnieje kilka nazw na ów rękopis. Biblią Ludwika IX lub Biblią Krzyżowców manuskrypt nazywa się od imienia króla Francji Ludwika IX, inicjatora szóstej i siódmej krucjaty. Manuskrypt prawdopodobnie powstał na jego zamówienie w pierwszej połowie XIII wieku. Nieznane są dzieje kodeksu w XV–XVI wieku. Wiadomo, że na początku XVII wieku rękopis należał do biskupa krakowskiego Bernarda Maciejowskiego, który w 1608 roku przekazał go za pośrednictwem delegacji papieskiej w darze szachowi perskiemu Abbasowi I Wielkiemu. W XVIII wieku kodeks prawdopodobnie należał do żydowskich właścicieli, o czym świadczą notatki na marginesie, naniesione pismem hebrajskim w języku perskim. W XIX wieku angielski bibliofil Thomas Phillipps odkupił kodeks od Greka Jonasa Athanasiu. W 1916 roku potomkowie Phillippsa sprzedali Biblię amerykańskiemu miliarderowi Johnowi Pierpontowi Morganowi. Biblia jest przechowywana w Nowym Jorku w Morgan Library & Museum (sygn. Ms M. 638).

## Opis
Kodeks składa się z 43 pergaminowych folio o wymiarach 390×300 mm. Na rozkaz Abbasa I z kodeksu usunięto 3 folio, na których zilustrowany był bunt Absaloma przeciwko Dawidowi (szach uważał tę treść za nieodpowiednią dla swoich synów). Dwa wyjęte folio są przechowywane obecnie w Paryżu we Francuskiej Bibliotece Narodowej (sygn. MS Nouv. ACQ. Lat. 2294), jedno znajduje się w Los Angeles w J. Paul Getty Museum (sygn. MS 16).
Biblia Maciejowskiego zawiera 283 ilustracje do ksiąg biblijnych: od Księgi Rodzaju do 1 Księgi Królewskiej (panowanie Dawida). Ilustracje rozmieszczone są po cztery na każdej stronie w sposób pokazujący przyczynę i skutek, co nie zawsze jest zgodne z chronologią biblijną. Taki układ miał za zadanie wzmocnienie dydaktycznej roli treści biblijnych. Dla przykładu, ilustracja z zabijającym braci Abimelekiem została umieszczona naprzeciw składającego w ofierze swoją córkę Jeftego, co miało ukazać różnicę pomiędzy prawym a nieprawym zabójstwem. Biblia Maciejowskiego jest jednym z najlepszych źródeł do historii wojskowości w średniowieczu. Przypuszcza się, że pracował nad nią żołnierz, o czym świadczy dokładność, z jaką przedstawione są detale broni i wyposażenia rycerzy. Pod względem kompozycji i pieczołowitości sceny batalistyczne są o wiele lepsze niż sceny z życia codziennego.
Początkowo kodeks nie zawierał tekstu. Około połowy XIV wieku na marginesach zostały dodane krótkie notatki po łacinie, opisujące zawartość ilustracji. Uważa się, że teksty dołączono w Neapolu z inicjatywy Karola I Andegaweńskiego. W Persji – na zamówienie Abbasa I – w kodeksie dopisano tłumaczenie większości łacińskich notatek na język perski. Z czasem tekst poszerzono dodatkowo o hebrajsko-perskie teksty (perski tekst został napisany alfabetem hebrajskim).